# Erdzweige

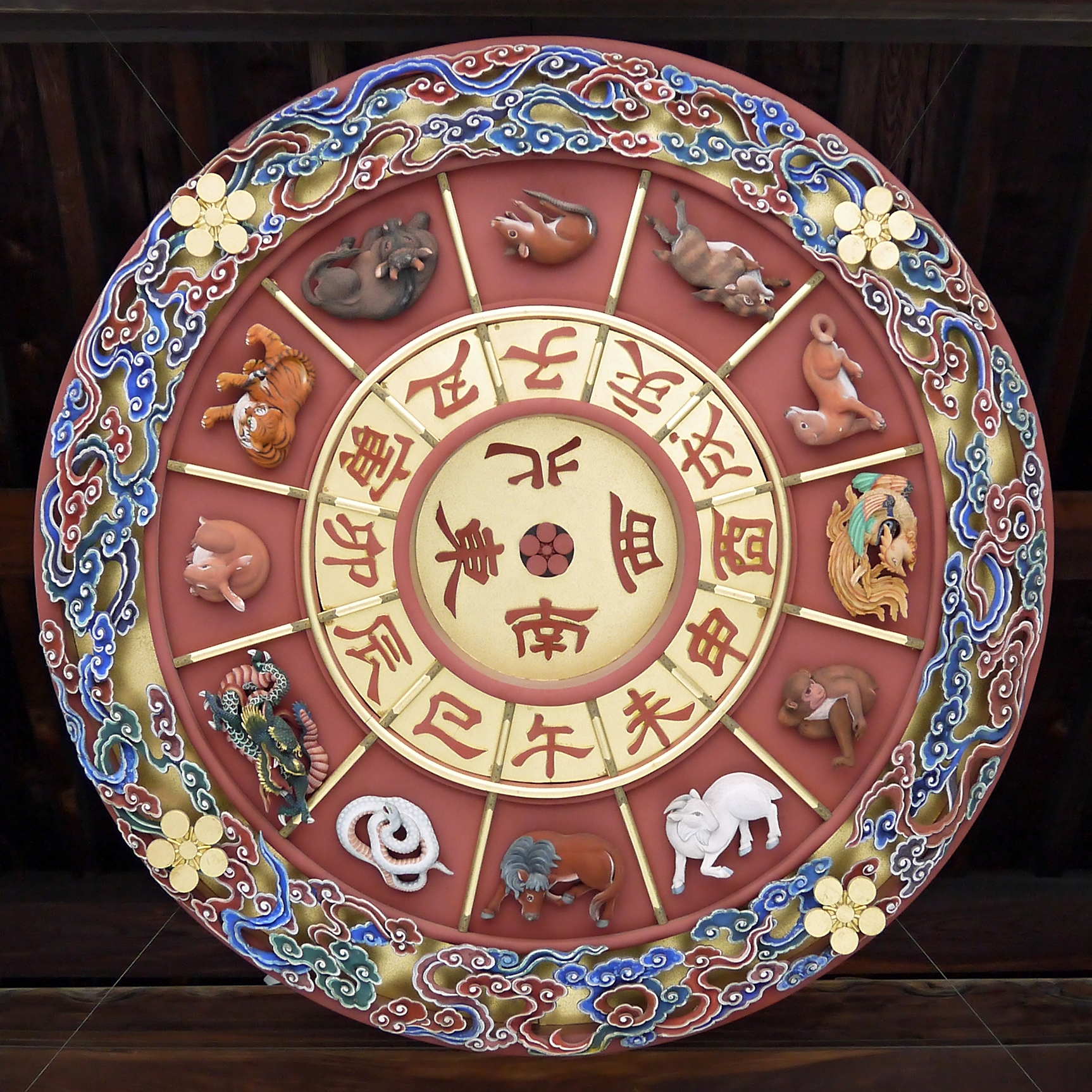
Die Zwölf Erdzweige mit einer spiegelbildlich vertauschten Darstellung der Himmelsrichtungen für Betrachtung des Himmels (und der Sterne im Besonderen)

Die Zwölf Erdzweige (chinesisch 地支, Pinyin dìzhī; japanisch ちし chishi), auch Zwölf Zweige (十二支,  shí’èrzhī; japanisch じゅうにし jūnishi) genannt, sind ein altes chinesisches Nummerierungssystem.
- Im chinesischen Kalender wird jedem der zwölf Tiere eine Erdzweig-Nummer zugeordnet, sodass die Erdzweige dem Chinesischen Tierkreis 1:1 entsprechen und oft auch mit ihm verwechselt werden.
- Zusammen mit den zehn Himmelsstämmen ergeben sie den Sechzigjahreszyklus des chinesischen Kalenders. Gleichzeitig stehen sie auch jeweils für eine (Doppel-)Stunde des Tages und die drei Monate der Jahreszeiten.
- Die Zwölf Erdzweige stehen auch jeweils für eine Himmelsrichtung und dienen zudem als Basis für komplexere Systeme (siehe unten) mit 24 oder gar 48 Himmelsrichtungen. In der Tabelle wird von Norden als Nullpunkt beginnend im Uhrzeigersinn der entsprechende Winkel dargestellt.

Es wird vermutet, dass die Einteilung in zwölf Jahre auch mit der siderischen Periode des Jupiters zusammenhängt, die 11,86 Erdjahre beträgt.

## Tabelle der Erdzweige
Die Zwölf Zweige sind im gesamten CJKV-Kulturkreis als Nummerierungssystem eingeführt.
In der folgenden Tabelle wurde auf die Darstellung in Katakana und Hiragana verzichtet.
| Erdzweig- zeichen | Chinesisch | Chinesisch | Chinesisch | Japanisch | Japanisch | Koreanisch | Koreanisch | Vietna- mesisch | Khmer | Tierkreis- zeichen                | Richtung    | Jahreszeit | Monat (Mond) | Stunde |
| Erdzweig- zeichen | Pinyin     | Jyutping   | TLPA       | On        | Kun       | Hangeul    | Revidiert  | Vietna- mesisch | Khmer | Tierkreis- zeichen                | Richtung    | Jahreszeit | Monat (Mond) | Stunde |
| ----------------- | ---------- | ---------- | ---------- | --------- | --------- | ---------- | ---------- | --------------- | ----- | --------------------------------- | ----------- | ---------- | ------------ | ------ |
| 子                | zǐ         | zi2        | chú        | shi       | ne        | 자         | ja         | tý (Tí)         | ជូត    | Ratte (鼠 shǔ)                    | 0° (Nord)   | Winter     | 11           | 0      |
| 丑                | chǒu       | cau2       | thiú       | chū       | ushi      | 축         | chuk       | sửu             | ឆ្លូវ   | Büffel (牛 niú)                   | 30°         | Winter     | 12           | 2      |
| 寅                | yín        | jan4       | în         | in        | tora      | 인         | in         | dần             | ខាល    | Tiger (虎 hǔ)                     | 60°         | Frühling   | 1            | 4      |
| 卯                | mǎo        | maau5      | báu        | bō        | u         | 묘         | myo        | mão (mẹo)       | ថោះ     | Hase (VN: Katze) (兔 tù)          | 90° (Ost)   | Frühling   | 2            | 6      |
| 辰                | chén       | san4       | sîn        | shin      | tatsu     | 진         | jin        | thìn            | រោង    | Drache (龍 / 龙 lóng)             | 120°        | Frühling   | 3            | 8      |
| 巳                | sì         | zi6        | sū         | shi       | mi        | 사         | sa         | tỵ              | ម្សាញ់   | Schlange (蛇 shé)                 | 150°        | Sommer     | 4            | 10     |
| 午                | wǔ         | ng5        | ngó͘        | go        | uma       | 오         | o          | ngọ             | មមី    | Pferd (馬 / 马 mǎ)                | 180° (Süd)  | Sommer     | 5            | 12     |
| 未                | wèi        | mei6       | bī         | bi        | hitsuji   | 미         | mi         | mùi             | មមែ    | Schaf (羊 yáng)                   | 210°        | Sommer     | 6            | 14     |
| 申                | shēn       | san1       | sin        | shin      | saru      | 신         | sin        | thân            | វក    | Affe (猴 hóu)                     | 240°        | Herbst     | 7            | 16     |
| 酉                | yǒu        | jau5       | iú         | yū        | tori      | 유         | yu         | dậu             | រការ   | Hahn (雞 / 鸡 jī)                 | 270° (West) | Herbst     | 8            | 18     |
| 戌                | xū         | seot1      | sut        | jutsu     | inu       | 술         | sul        | tuất            | ច     | Hund (狗 gǒu)                     | 300°        | Herbst     | 9            | 20     |
| 亥                | hài        | hoi6       | hāi        | gai       | i         | 해         | hae        | hợi             | កុរ    | Wildschwein/Schwein (豬 / 猪 zhū) | 330°        | Winter     | 10           | 22     |

## Himmelsrichtungen auf Basis der Erdzweige
Obwohl im Chinesischen mit 北 (běi „Norden“), 東 / 东 (dōng „Osten“), 南 (nán „Süden“) und 西 (xī „Westen“) Wörter für die vier Haupthimmelsrichtungen existieren, wurden von chinesischen Seefahrern und Astronomen die zwölf Himmelsrichtungen der Erdzweige (siehe oben) bevorzugt. Entgegen den acht Himmelsrichtungen europäischer Prägung haben diese anstatt einer 45°- eine 30°-Einteilung. Für Seefahrer reichten diese zwölf Himmelsrichtungen jedoch nicht aus, weshalb man ihre Zahl verdoppelte und somit eine Staffelung in 15°-Abständen erreichte. Dabei wurden für die Himmelsrichtungen zwischen den Erdkreisen neue Bezeichnungen mit unterschiedlichem Ursprung eingeführt.
Für die vier Nebenhimmelsrichtungen wurden die entsprechenden Namen der Acht Trigramme aus dem Buch der Wandlungen (I Ging) mit dem ihnen entsprechenden Naturaspekt genutzt, namentlich:
| Trigramm | Name     | Bedeutung     | Natur                | Himmelsrichtung |
| -------- | -------- | ------------- | -------------------- | --------------- |
|          | 艮, gèn  | Beständigkeit | 山, shān „Berg“      | 45° NO          |
|          | 巽, xùn  | Sanftheit     | 風 / 风, fēng „Wind“ | 135° SO         |
|          | 坤, kūn  | Weiblichkeit  | 地, dì „Erde“        | 225° SW         |
|          | 乾, qián | Männlichkeit  | 天, tiān „Himmel“    | 315° NW         |

Die anderen vier entsprechen dabei wiederum den Haupthimmelsrichtungen:
| Trigramm | Name         | Bedeutung | Natur             | Himmelsrichtung |
| -------- | ------------ | --------- | ----------------- | --------------- |
|          | 離 / 离, lí  | Trennung  | 火, huǒ Feuer     | Süden           |
|          | 兌 / 兑, duì | Wechsel   | 澤 / 泽, zé Sumpf | Westen          |
|          | 坎, kăn      | Gefahr    | 水, shuǐ Wasser   | Norden          |
|          | 震, zhèn     | Erregung  | 雷, léi Donner    | Osten           |

Für den Rest nutzte man die Himmelsstämme.
Entsprechend der Fünf-Elemente-Lehre ordnete man Holz dem Osten, Feuer dem Süden, Metall dem Westen und Wasser dem Norden zu (die Erde im Zentrum spielt hier keine Rolle). Danach unterscheidet man zwischen Yīn und Yáng. Diese Kombination ergibt die fehlenden acht Himmelsrichtungen, die nun jeweils mit (Yīn) oder gegen (Yáng) den Uhrzeigersinn in je 15° Abstand von der jeweiligen Haupthimmelsrichtung eingetragen wurden. Von Norden als Nullpunkt beginnend ergibt sich daraus schließlich im Uhrzeigersinn:
|    | Schrift- zeichen | Pinyin | Jyutping | Kun-Lesung  | Himmelsrichtung | Charakteristika |
| -- | ---------------- | ------ | -------- | ----------- | --------------- | --------------- |
| 1  | 子               | zǐ     | zi2      | ne          | 0° (Nord)       | Ratte           |
| 2  | 癸               | guǐ    | gwai3    | mizunoto    | 15°             | Wasser und Yīn  |
| 3  | 丑               | chǒu   | cau2     | ushi        | 30°             | Büffel          |
| 4  | 艮               | gèn    | gan3     | ushitora    | 45° (Nordost)   | Berg            |
| 5  | 寅               | yín    | jan4     | tora        | 60°             | Tiger           |
| 6  | 甲               | jiǎ    | gaap3    | kinoe       | 75°             | Holz und Yáng   |
| 7  | 卯               | mǎo    | maau5    | u           | 90° (Ost)       | Hase            |
| 8  | 乙               | yǐ     | jyut6    | kinoto      | 105°            | Holz und Yīn    |
| 9  | 辰               | chén   | san4     | tatsu       | 120°            | Drache          |
| 10 | 巽               | xùn    | seon3    | tatsumi     | 135° (Südost)   | Wind            |
| 11 | 巳               | sì     | zi6      | mi          | 150°            | Schlange        |
| 12 | 丙               | bǐng   | bing2    | hinoe       | 165°            | Feuer und Yáng  |
| 13 | 午               | wǔ     | ng5      | uma         | 180° (Süd)      | Pferd           |
| 14 | 丁               | dīng   | ding1    | hinoto      | 195°            | Feuer und Yīn   |
| 15 | 未               | wèi    | mei6     | hitsuji     | 210°            | Ziege           |
| 16 | 坤               | kūn    | kwan1    | hitsujisaru | 225° (Südwest)  | Erde            |
| 17 | 申               | shēn   | san1     | saru        | 240°            | Affe            |
| 18 | 庚               | gēng   | gang1    | kanoe       | 255°            | Metall und Yáng |
| 19 | 酉               | yǒu    | jau5     | tori        | 270° (West)     | Hahn            |
| 20 | 辛               | xīn    | san1     | kanoto      | 285°            | Metall und Yīn  |
| 21 | 戌               | xū     | seot1    | inu         | 300°            | Hund            |
| 22 | 乾               | qián   | kin4     | inui        | 315° (Nordwest) | Himmel          |
| 23 | 亥               | hài    | hoi6     | i           | 330°            | Schwein         |
| 24 | 壬               | rén    | jam4     | mizunoe     | 345°            | Wasser und Yáng |

Erfahrene Seefahrer wie Zhèng Hé benutzten einen 48-gliedrigen Kompass. Bei der weiteren Halbierung des 24er-Systems nutzte man dessen zwei nächstliegende Windrichtungen und kombinierte diese. So liegt zum Beispiel der Mittelpunkt für die Richtung 172,5° zwischen 丙 (bǐng, 165°) und 午 (wǔ, 180°), man erhält 丙午 (bǐngwǔ).
Zur praktischen Anwendung kommen die Erdzweige und Himmelsstämme beispielsweise in der Akupunktur.